# Araeoncus anguineus
Araeoncus anguineus es una especie de araña araneomorfa del género Araeoncus, familia Linyphiidae. La especie fue descrita científicamente por L. Koch en 1869.
La longitud del cuerpo del macho y la hembra es de 2,3-2,4 milímetros. Las fases fenológicas del macho y la hembra se dan en los meses de junio, julio y agosto. La especie se distribuye por Europa.